# Fisklössjön, Härjedalen
Fisklössjön är en sjö i Härjedalens kommun i Härjedalen och ingår i Ljusnans huvudavrinningsområde. Sjön har en area på 0,155 kvadratkilometer och ligger 635,2 meter över havet. Fisklössjön ligger i Tröskflyet-Oxflöten Natura 2000-område.

## Delavrinningsområde
Fisklössjön ingår i det delavrinningsområde (689735-143457) som SMHI kallar för Utloppet av Fisklössjön. Medelhöjden är 636 meter över havet och ytan är 0,51 kvadratkilometer. Det finns inga avrinningsområden uppströms utan avrinningsområdet är högsta punkten. Vattendraget som avvattnar avrinningsområdet har biflödesordning 4, vilket innebär att vattnet flödar genom totalt 4 vattendrag innan det når havet efter 248 kilometer. Avrinningsområdet består mestadels av skog (32 procent) och sankmarker (38 procent). Avrinningsområdet har 0,15 kvadratkilometer vattenytor vilket ger det en sjöprocent på 29,7 procent.